# Liste von Senken in Ägypten

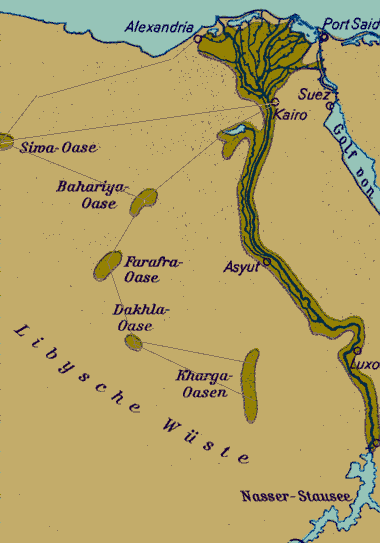
Größere Oasen in Äqypten

Die Liste von Senken in Ägypten umfasst Senken, genauer Becken und Depressionen, in Ägypten im Nordosten Afrikas. In ihnen finden sich in der Regel eine oder mehrere Oasen. Die Senken sind durch Sandmassen teilweise ausgeglichen.

## Liste
| Name der Senke       | Tiefster Punkt (m NHN) | Bemerkungen |
| -------------------- | ---------------------- | --- |
| Bahariyya            |                        | Größter Ort ist al-Bawiti. |
| Charga               |                        | Hauptort ist al-Charga. Baris ist der zweitgrößte Ort der Senke. |
| Dachla               |                        | Hauptort ist Mūṭ. |
| Farafra              |                        | Größter Ort ist Qasr el-Farafra. |
| Fayyum-Becken        | -45                    | Größte Stadt ist al-Fayyūm. Im Becken liegt der Qarunsee, der in antiker Zeit künstlich angelegt wurde. |
| Siwa-Oase            | -24                    | Hauptort ist die Stadt Siwa. Von der rund 300 km² großen Senke sind nur rund 4 km² Kulturland. |
| Qattara-Senke        | -133                   | Bewohnt ist nur die Qara-Oase. Die Moghra-Oase besitzt einen Brackwassersee und ist unbewohnt. Weitere Oasen sind die Oasen von Ain al-Qattara, Ain al-Ghazala, Hatiyyat Tabaghbagh und Hatiyyat Umm Kitabain. |
| el-Ḥeiz              |                        | Mehrere Weiler und archäologische Stätten. |
| Qārat Umm eṣ-Ṣugheir |                        | Der Hauptort ist ‘Ain Shitâr. |
| ʿAin ed-Dālla        |                        | unbewohnt |
| el-ʿArag             |                        | unbewohnt |
| el-Baḥrein           |                        | unbewohnt |
| el-Mughra            |                        | unbewohnt |
| en-Nuweimisa         |                        | unbewohnt |
| Sitra                |                        | unbewohnt |
| Tabaghbagh           |                        | unbewohnt |